# چمن خشن
چمن خشن (نام علمی: Catapodium) نام یک سرده از تیره گندمیان است.

## گونه‌ها
- Catapodium demnatense
- Catapodium mamoraeum
- Catapodium marinum
- Catapodium rigidum